# Na Moon-hee
Na Moon-hee (hangul: 나문희; hanja: 羅文姬; rr: Na Mun-hui; MR: Na Munhŭi; nascida Na Kyung-ja, hangul: 나경자; hanja: 羅京子; rr: Na Gyeong-ja; MR: Na Kyŏngja; 30 de novembro de 1941) é uma atriz sul-coreana. Desde 1960, Na teve uma prolífica carreira de atriz em filmes e na televisão. Ela se consolidou com uma figura clássica de mãe coreana com suas participações nos dramas de TV Even if the Wind Blows, The Most Beautiful Goodbye in the World,  My Name is Kim Sam-soon, My Rosy Life, Goodbye Solo,  Amnok River Flows e It's Me, Grandma.  Nos cinemas, Na foi aclamada por seus papéis em Crying Fist,  You Are My Sunshine, Cruel Winter Blues  e I Can Speak. Pela sua atuação nesse último, ela foi aclamada pela crítica, recebendo um total de três prêmios na categoria Melhor Atriz nas cerimônias do 54º Baeksang Arts Awards, 38º Blue Dragon Film Awards e do 55º Grand Bell Awards. 
Depois de uma série de papéis cômicos em sitcoms como em Unstoppable High Kick!,  a já atriz veterana só ganhou maior popularidade ao ser escalada no filme de comédia Mission Possible: Kidnapping Granny K,  seguido por papéis principais em Girl Scout,  Harmony,   Twilight Gangsters,  e Miss Granny. 
Ela recebeu o Prêmio Lifetime Achievement da MBC em 2010 e foi agraciada com a Ordem do Mérito Cultural da Coreia do Sul em 2012.   

## Início da vida
Na Kyung-ja nasceu em Pequim, em 30 de novembro de 1941, vivendo lá até completar 5 anos de idade. Sua família veio para a Coreia no ano da libertação, passando sua infância em Suwon, Gyeonggi-do. Sua tia Na Hye-seok, foi a primeira pintora de estilo ocidental da Coreia, e seu cunhado é o também ator Jeong Seung-ho.  

## Carreira
Em 1960, Na Moon-hee iniciou sua carreira nos palcos. Em 1961, ela estreou como atriz de rádio no primeiro concurso público da MBC. Por causa de seu desejo de atuar, ela mudou seu trabalho no rádio e em 1976 apareceu pela primeira vez em um drama na primeira novela diária da Coreia, High School Alumni. Depois, ela desempenhou vários papéis em diversas obras até o início dos anos 1990, mas não conquistando grande reconhecimento.  
Foi no drama da KBS "Even the Wind Blows", transmitido em 1995, que deu maior notoriedade à Na. Ela assumiu o papel, memorável para os telespectadores coreanos, de uma avó resoluta que falava um dialeto norte-coreano, conforme aprendia com uma norte-coreana que morava na vizinhança. Pela sua personagem, ela foi premiada com o "Grande Prêmio" no KBS Drama Awards, o primeiro troféu em toda sua carreira. Também, com o mesmo trabalho, ela conseguiu a façanha de levar o Prêmio de Popularidade na categoria TV no 32º Baeksang Arts Awards e o Prêmio de Talento Feminino no 23º KBS Drama Awards no ano seguinte.  
Posteriormente, ela ganhou grande popularidade ao se transformar em uma rigorosa CEO em My Lovely Sam Soon (2005), uma sogra desagradável em My Rosy Life (2005) e uma avó dançarina em Famous Chil Princesses (2006). Ela também atuou em filmes, tendo destaque com seu papel no filme Crying Fist de 2005, conquistando o prêmio de Melhor Atriz Coadjuvante no 42º Grand Bell Awards e, mais tarde, recebendo prêmios na mesma categoria em outras premiações, como o 7º Female Filmmaker of the Year Award, o 4º Max Movie Award, o 1º Korea Film Awards e o 28º Blue Dragon Film Awards. 
Em 2006, com o sucesso da sitcom familiar Unstoppable High Kick, não seria exagero dizer que 2007 foi o ano que Na Moon-hee atingiu seu ápice. Em particular, a sua cena de raiva intitulada "batata-doce de abóbora" foi muito apreciada pelos mais jovens e ainda é usada como fonte de inúmeras paródias. Mesmo depois disso, ela desempenhou o papel de Sra. Kwon Sun-bun no filme Mission Possible: Kidnapping Granny K (2007), interpretou o papel de Kim Moon-ok, uma presidiária mais velha com uma história comovente em Harmony (2010), e viajou para o Havaí em Flesh-Blooded Gun Robber (2010), tendo como personagem Kim Jung-ja, uma assaltante de banco que tenta arrecadar todo seu dinheiro perdido, e Oh Mal-soon, uma avó ranzinza de 70 anos que tem muito orgulho do seu filho médico, em Miss Granny (2014), que teve 8,65 milhões de espectadores durante seu tempo de exibição nos cinemas coreanos.
No drama de 2016, Dear My Friends, ela se apresentou com outros atores veteranos da atuação, como Kim Young-ok, Shin Goo, Kim Hye-ja, Go Doo-sim, Youn Yuh-jung e Park Won-sook, recebendo críticas favoráveis e aclamação por parte do público por mostrar a vida de uma velhice que atrai simpatia das gerações mais novas.  
No filme I Can Speak (2017), no qual coestrelou com Lee Je-hoon, ela interpreta Ok-bun, chamada de "vovó goblin" entre os funcionários da secretaria municipal que trabalha devido as frequentes reclamações que são dirigidas para ela resolver, lidando, também, com o assunto historicamente sensível das "mulheres de conforto", mas sendo, no fim, elogiada por sua própria forma de encarar sobre o assunto. No final daquele ano, ela ganhou o "Prêmio de Melhor Atriz" em grandes cerimônias de premiação, como no The Seoul Awards, no Prêmio da Associação Coreana de Críticos de Cinema e no Blue Dragon Film Awards, posteriormente reavaliada como a melhor atriz em 2017.
Cativando o público em cada trabalho com suas excelentes habilidades de atuação, bem com suas expressões emotivas e sinceras, ela é considerada uma das "atrizes da Nação" e a "atriz mãezona da Nação", amada pela Coreia tanto pela sua carreira quanto seu carisma, tornando-se uma inspiração às atrizes mais novas.

## Vida pessoal
Na é casada e tem três filhas. 

## Filmografia

### Filmes
| Ano  | Título                                | Papel                               | Notas | Ref.          |
| ---- | ------------------------------------- | ----------------------------------- | ----- | ------------- |
| 1998 | The Quiet Family                      | Sra. Kang                           |       |               |
| 2000 | Just Do It!                           |                                     | Cameo |               |
| 2002 | My Beautiful Girl, Mari               | Avó de Nam-woo                      | Voz   |               |
| 2002 | My Beautiful Girl, Mari               |                                     |       |               |
| 2003 | Please Teach Me English               | Mãe de Moon-soo                     |       |               |
| 2004 | S Diary                               | Mãe de Ji-ni                        |       |               |
| 2004 | Lovely Rivals                         | Mãe de Yeo Mi-ok                    |       |               |
| 2005 | Crying Fist                           | Avó de Sang-hwan                    |       |               |
| 2005 | You Are My Sunshine                   | Mãe de Seok-jung                    |       |               |
| 2006 | Cruel Winter Blues                    | Mãe de Dae-Sik                      |       |               |
| 2007 | Voice of a Murderer                   | Mãe de Kyung-bae                    | Cameo |               |
| 2007 | May 18                                | Na Joo-daek                         |       |               |
| 2007 | Mission Possible: Kidnapping Granny K | Kwon Soon-boon                      |       |               |
| 2008 | Girl Scout                            | Lee Yi-man                          |       |               |
| 2010 | Harmony                               | Kim Moon-ok                         |       |               |
| 2010 | Twilight Gangsters                    | Kim Jung-ja                         |       |               |
| 2014 | Miss Granny                           | Oh Mal-soon                         |       |               |
| 2017 | I Can Speak                           | Na Ok-boon                          |       |               |
| 2018 | Love+Sling                            | Mãe do Gui-bo                       |       |               |
| 2019 | A Little Princess                     | Mal-soon                            |       |               |
| 2020 | Honest Candidate                      | Kim Ok-hee                          |       | [ 26 ]        |
| 2020 | Pawn                                  | Seungi, avó (participação especial) |       | [ 27 ]        |
| 2022 | My Perfect Roommate                   | Geum-bun                            |       | [ 28 ] [ 29 ] |
| 2022 | Hero                                  | Cho Maria                           |       | [ 30 ] [ 31 ] |
| ASA  | Picnic                                | Eun-shim                            |       | [ 32 ]        |

### Séries de televisão
| Ano       | Título                                             | Rede | Papel                                    | Notas                   |
| --------- | -------------------------------------------------- | ---- | ---------------------------------------- | ----------------------- |
| 1969      | Weird kid                                          | MBC  |                                          |                         |
| 1970      | Waterwheel                                         | MBC  |                                          |                         |
| 1973      | In-laws                                            | MBC  |                                          |                         |
| 1975      | Hello                                              | MBC  |                                          |                         |
| 1975      | One's way home                                     | MBC  |                                          |                         |
| 1976–1977 | Girls' High School Days                            | MBC  | Bong Ran-yi                              |                         |
| 1977      | One star or one                                    | MBC  |                                          | Drama infantil          |
| 1977      | Correspondent 001                                  | MBC  |                                          | Drama infantil          |
| 1977      | Arirang Oh!                                        | MBC  | Esposa em tempo integral                 |                         |
| 1977      | Until the red gold is opened                       | MBC  |                                          |                         |
| 1977      | I regret                                           | MBC  | In-sook                                  |                         |
| 1978      | The Master                                         | MBC  |                                          |                         |
| 1978      | X Search Party                                     | MBC  |                                          | Drama infantil          |
| 1979      | White dandelion                                    | MBC  |                                          |                         |
| 1979      | Mom, I Like Dad                                    | MBC  |                                          |                         |
| 1979      | Ms. Anguk-dong                                     | MBC  |                                          |                         |
| 1980      | Power diary                                        | MBC  | Vários papéis                            | Papel pequeno           |
| 1980      | Hundred years guest                                | MBC  |                                          |                         |
| 1981      | Jang Hee-bin                                       | MBC  | Rainha Myeongseong                       |                         |
| 1981      | Hello                                              | MBC  |                                          |                         |
| 1982      | Market People                                      | MBC  |                                          |                         |
| 1982      | Can't forget                                       | MBC  |                                          |                         |
| 1983      | The Stars Are My Stars                             | MBC  |                                          |                         |
| 1984–1985 | Love and Truth                                     | MBC  | Sra. President                           |                         |
| 1985      | The Seaside Village                                | MBC  |                                          |                         |
| 1986      | First Love                                         | MBC  |                                          |                         |
| 1986      | Raw hand                                           | MBC  | Yeon-ju                                  |                         |
| 1987      | Firebird                                           | MBC  |                                          |                         |
| 1987      | Life story                                         | MBC  |                                          |                         |
| 1988      | Three Women                                        | MBC  |                                          |                         |
| 1989      | Making memories                                    | MBC  |                                          |                         |
| 1989      | Miscarriage                                        | MBC  | Sra.Oh                                   |                         |
| 1989      | Second republic                                    | MBC  | Kwon Chan -ju                            |                         |
| 1990      | Dangchu-dong people                                | KBS2 |                                          |                         |
| 1990      | Two diaries                                        | MBC  | Diretora                                 |                         |
| 1990      | Weird family weird school                          | MBC  |                                          | Drama infantil          |
| 1990      | My mother                                          | MBC  |                                          |                         |
| 1991      | Another's Happiness                                | MBC  |                                          |                         |
| 1991      | City People                                        | MBC  |                                          |                         |
| 1993      | On foot to the sky                                 | MBC  | Yeon-su Mo                               |                         |
| 1993      | Hope                                               | KBS2 |                                          |                         |
| 1993      | Dear guitars                                       | SBS  | Suwondaeg                                |                         |
| 1993      | MBC Best Theater "Sundal, Byeong-gu and Okju-yang" | MBC  | Srta. oh                                 | Aparição em um episõdio |
| 1993      | One roof family                                    | MBC  | Uma tia                                  |                         |
| 1994      | The Moon of Seoul                                  | MBC  | Avó da casa do proprietário em Dal-dong  |                         |
| 1995      | New Year's special drama - Relationship is         | KBS2 | Sra. So                                  | Aparição em um episõdio |
| 1995      | Changsha Special Drama - Chanshangdanja            | MBC  | Choegosang-gung                          | Aparição em um episõdio |
| 1995–1996 | Even if the Wind Blows                             | KBS1 | Avó                                      |                         |
| 1996      | MBC Best Theatre - Mom and the gardenia            | MBC  | Ha Yi-sun                                | Aparição em um episõdio |
| 1996      | Thief                                              | SBS  | A cunhada do padre                       |                         |
| 1996      | Mom's Flag                                         | SBS  | Jeongsuk Mo                              |                         |
| 1996      | Open Your Heart                                    | MBC  | Ha Yi-sun                                |                         |
| 1996      | The Most Beautiful Goodbye in the World            | MBC  | Mãe                                      | Aparição em um episõdio |
| 1996–1997 | Im Kkeok-jung                                      | SBS  | Bongdan Mo                               |                         |
| 1997      | Brothers                                           | KBS1 | Membro da Casa Byeongcheon               | Aparição em um episõdio |
| 1997      | Because I Love You                                 | SBS  | Sogra                                    |                         |
| 1997      | The Reason I Live                                  | MBC  | Kim Sook-ja                              |                         |
| 1998      | As We Live Our Lives                               | KBS1 | Lee Gan-nan                              |                         |
| 1998      | Three men and three women                          | MBC  | Ex-aluna do ensino médio de Kim Yong-rim | Cameo                   |
| 1998      | Romance                                            | SBS  | Sra. Kang                                |                         |
| 1999      | House Above the Waves                              | SBS  |                                          |                         |
| 1999      | Beautiful Secret                                   | KBS2 | Yoo Min-mo                               | Aparição em um episõdio |
| 1999      | Last War                                           | MBC  |                                          |                         |
| 1999      | Did We Really Love?                                | MBC  | Sin Sin-ja                               |                         |
|           | You Don't Know My Mind                             | MBC  | Na Do-ja                                 |                         |
| 2000      | Mr. Duke                                           | MBC  |                                          |                         |
| 2000      | Mothers and Sisters                                | MBC  | Sra. Seo                                 |                         |
| 2001      | MBC Best Theater "My Fiancee's Story"              | MBC  |                                          | Aparição em um episõdio |
| 2001      | Tender Hearts                                      | KBS1 | Oh Bun-hee                               |                         |
| 2001–2002 | Sangdo, Merchants of Joseon                        |      |                                          |                         |
| 2002      | The Woman                                          | MBC  | Im Sang-ok, Sra. Han                     |                         |
| 2002      | You Are My World                                   | SBS  | Bong Soon                                |                         |
| 2002      | KBS Drama City - A Very Special Gift               | KBS2 | Uma avó                                  | Aparição em um episõdio |
| 2002–2003 | The Maengs' Golden Era                             | MBC  | Geumja Mo                                |                         |
| 2003      | While You Were Dreaming                            | MBC  | Sra. Hwang                               |                         |
| 2003–2004 | Apgujeong House                                    | SBS  | Na Moon-hee                              |                         |
| 2004      | Love is All Around                                 | MBC  | Shin Young-ja                            |                         |
| 2004      | Dog Bowl                                           | SBS  | Oksoon                                   |                         |
| 2004      | People of the Water Flower Village                 | MBC  | Sra. Yoon                                |                         |
| 2004      | Changsa Special Drama - We become water            | MBC  | Insoon                                   |                         |
| 2004–2005 | Precious Family                                    | KBS2 | Changshu Mo                              |                         |
| 2006      | My Name is Kim Sam-soon                            | MBC  | Na Hyun-sook                             |                         |
| 2006      | My Rosy Life                                       | KBS2 | Kang-tip-soon                            |                         |
| 2006      | Goodbye Solo                                       | KBS2 | Vó Miyoung                               |                         |
| 2006      | Famous Chil Princesses                             | KBS2 | Namdal-gu                                |                         |
| 2006      | Unstoppable High Kick!                             | MBC  | Na Moon-hee                              |                         |
| 2007      | Several Questions That Make Us Happy               | KBS2 |                                          |                         |
| 2007      | Woman of Matchless Beauty, Park Jung-geum          |      | Yoon Myung-ja                            |                         |
| 2007      | Worlds Within                                      | KBS2 | Geomo                                    |                         |
| 2007      | Amnok River Flows                                  | SBS  | Mireuk Mo                                |                         |
| 2007–2008 | Kimcheed Radish Cubes                              | MBC  | Nadallae                                 |                         |
| 2008–2009 | My Precious You                                    | KBS2 | Sra. Song In-soon                        |                         |
| 2010      | Happiness in the Wind                              | KBS1 | Nakkeutsun                               |                         |
| 2010      | It's Me, Grandma                                   | MBC  | Avó de Jiyoon                            | Aparição em um episõdio |
| 2011      | I Believe in Love                                  | KBS2 | Chagwinam                                |                         |
| 2011–2012 | Padam Padam                                        | JTBC | Yang Kang Chil Mo                        |                         |
| 2012      | Five Fingers                                       | SBS  | Minbanwol                                |                         |
| 2012      | The Sons                                           | MBC  | Jung Jung-sook                           | [ 33 ]                  |
| 2012      | Mom is Acting Up                                   | MBC  | Na Moon-hee                              |                         |
| 2013      | Wang's Family                                      | KBS2 | Ahn G-shim                               |                         |
| 2014      | Glorious Day                                       | SBS  | Lee Sun-ok                               |                         |
| 2015      | The Three Witches                                  | SBS  | Cheon Geum-ok                            |                         |
| 2016      | Dear My Friends                                    | tvN  | Moon Jung-ah                             |                         |
| 2016      | Father, I'll serve you                             | MBC  | Hwang Mi-ok                              |                         |
| 2017      | Rain or Shine                                      | JTBC | Vovó traficante                          | [ 34 ]                  |
| 2021      | Navillera                                          | tvN  | Haenam                                   |                         |
| 2021      | Taxi Driver                                        | SBS  |                                          |                         |

### Programas de televisão
| Ano  | Título                        | Papel            | Notas                | Ref.   |
| ---- | ----------------------------- | ---------------- | -------------------- | ------ |
| 2022 | Attack on Grandma             | Anfitriã         | Produção pré-gravada | [ 35 ] |
| 2022 | Hot Singers                   | Membro do elenco |                      | [ 36 ] |
| 2022 | One Round of the Neighborhood | Narradora        | Temporada 2          | [ 37 ] |

## Teatro
| Ano  | Título                          | Papel  | Ref.          |
| ---- | ------------------------------- | ------ | ------------- |
| 1965 | Look Homeward, Angel            |        | [ 38 ]        |
| 1992 | Family on the road              |        | [ 39 ]        |
| 1992 | Family on the road              | [ 40 ] |               |
| 1996 | Mother                          | Thelma | [ 41 ]        |
| 1998 | Sinpaguk The Unfilial Man Cries |        | [ 42 ]        |
| 2008 | Mother                          | Thelma | [ 43 ] [ 44 ] |
| 2015 | Mother                          | Thelma | [ 45 ]        |

## Prêmios e indicações
| Ano  | Prêmio                                        | Categoria                                                    | Trabalho nomeado                | Resultado  | Ref.   |
| ---- | --------------------------------------------- | ------------------------------------------------------------ | ------------------------------- | ---------- | ------ |
| 1973 | 9° Baeksang Arts Awards                       | Prêmio de Maior Popularidade (Teatro)                        | —                               | Venceu     |        |
| 1976 | MBC Drama Awards                              | Prêmio de Alta Excelência, Atriz em uma Performance de Rádio | —                               | Venceu     |        |
| 1983 | MBC Drama Awards                              | Prêmio de Excelência, Atriz                                  | The Stars Are My Stars          | Venceu     |        |
| 1995 | KBS Drama Awards                              | Grande Prêmio (Daesang)                                      | Even if the Wind Blows          | Venceu     |        |
| 1996 | 32° Baeksang Arts Awards                      | Atriz Mais Popular                                           | Even if the Wind Blows          | Venceu     | [ 21 ] |
| 1996 | 23° Korea Broadcasting Awards                 | Melhor Atriz                                                 | Talent                          | Venceu     | [ 21 ] |
| 2002 | SBS Drama Awards                              | Prêmio de Excelência, Atriz em Especial de Um Ato            | You Are My World                | Venceu     |        |
| 2005 | 42° Grand Bell Awards                         | Melhor Atriz Coadjuvante                                     | Crying Fist                     | Venceu     |        |
| 2005 | 4° Korean Film Awards                         | Melhor Atriz Coadjuvante                                     | Crying Fist                     | Indicado   |        |
| 2005 | 4° Korean Film Awards                         | Melhor Atriz Coadjuvante                                     | You Are My Sunshine             | Indicado   |        |
| 2005 | 6° Busan Film Critics Awards                  | Melhor Atriz Coadjuvante                                     | You Are My Sunshine             | Venceu     |        |
| 2005 | 13° Chunsa Film Art Awards                    | Melhor Atriz Coadjuvante                                     | You Are My Sunshine             | Indicado   |        |
| 2005 | 26° Blue Dragon Film Awards                   | Melhor Atriz Coadjuvante                                     | You Are My Sunshine             | Indicado   |        |
| 2006 | 43° Grand Bell Awards                         | Melhor Atriz Coadjuvante                                     | You Are My Sunshine             | Indicado   |        |
| 2006 | KBS Drama Awards de 2006                      | Prêmio de Alta Excelência, Atriz                             | Goodbye Solo, Famous Princesses | Indicado   |        |
| 2006 | 7° Women in Film Korea Awards                 | Melhor Atriz                                                 | Cruel Winter Blues              | Venceu     | [ 46 ] |
| 2007 | 43° Baeksang Arts Awards                      | Melhor Atriz                                                 | Cruel Winter Blues              | Indicado   | [ 47 ] |
| 2007 | 4° Max Movie Awards                           | Melhor Atriz Coadjuvante                                     | Cruel Winter Blues              | Venceu     |        |
| 2007 | 28° Blue Dragon Film Awards                   | Melhor Atriz Coadjuvante                                     | Cruel Winter Blues              | Venceu     | [ 48 ] |
| 2007 | 1° Korea Movie Star Awards                    | Melhor Atriz Coadjuvante                                     | May 18                          | Venceu     |        |
| 2007 | MBC Entertainment Awards                      | Prêmio de Alta Excelência, Atriz em Comédia/Sitcom           | Unstoppable High Kick!          | Venceu     | [ 49 ] |
| 2008 | 2° Korea Drama Awards                         | Prêmio de Conquista                                          | —                               | Indicado   |        |
| 2010 | 31° Blue Dragon Film Awards                   | Melhor Atriz Coadjuvante                                     | Harmony                         | Indicado   |        |
| 2010 | MBC Drama Awards de 2010                      | Prêmio Lifetime Achievement                                  | It's Me, Grandma                | Venceu     | [ 50 ] |
| 2011 | 6° Seoul International Drama Awards           | Melhor Atriz                                                 | It's Me, Grandma                | Venceu     | [ 51 ] |
| 2012 | Ordem do Mérito Cultural                      | —                                                            | —                               | Recipiente |        |
| 2014 | 14° Korea World Youth Film Festival           | Atriz Favorita - Atriz Sênior                                | —                               | Venceu     | [ 52 ] |
| 2015 | 10° Max Movie Awards                          | Melhor Atriz Coadjuvante                                     | Miss Granny                     | Venceu     | [ 53 ] |
| 2017 | 18° Women in Film Korea Awards                | Mulher no Filme do Ano                                       | I Can Speak                     | Venceu     | [ 54 ] |
| 2017 | 6° Korea Film Actors Association Awards       | Prêmios de Melhor Estrela                                    | I Can Speak                     | Venceu     | [ 55 ] |
| 2017 | 38° Blue Dragon Film Awards                   | Melhor Atriz Principal                                       | I Can Speak                     | Venceu     | [ 56 ] |
| 2017 | 38° Blue Dragon Film Awards                   | Prêmio de Estrela Popular                                    | I Can Speak                     | Venceu     | [ 56 ] |
| 2017 | 11° Asia Pacific Screen Awards                | Melhor Atriz                                                 | I Can Speak                     | Indicado   | [ 57 ] |
| 2017 | 1° The Seoul Awards                           | Melhor Atriz                                                 | I Can Speak                     | Venceu     | [ 58 ] |
| 2017 | 37° Korean Association of Film Critics Awards | Melhor Atriz                                                 | I Can Speak                     | Venceu     | [ 59 ] |
| 2017 | 17° Director's Cut Awards                     | Melhor Atriz                                                 | I Can Speak                     | Venceu     | [ 60 ] |
| 2017 | 4° Korean Film Producers Association Awards   | Melhor Atriz                                                 | I Can Speak                     | Venceu     | [ 61 ] |
| 2017 | Cine 21 Awards                                | Melhor Atriz                                                 | I Can Speak                     | Venceu     | [ 62 ] |
| 2018 | 9° KOFRA Film Awards                          | Melhor Atriz                                                 | I Can Speak                     | Venceu     | [ 63 ] |
| 2018 | 55° Grand Bell Awards                         | Melhor Atriz                                                 | I Can Speak                     | Venceu     | [ 64 ] |
| 2018 | 23° Chunsa Film Art Awards                    | Melhor Atriz                                                 | I Can Speak                     | Indicado   | [ 65 ] |
| 2018 | 27° Buil Film Awards                          | Melhor Atriz                                                 | I Can Speak                     | Indicado   | [ 66 ] |
| 2018 | 54° Baeksang Arts Awards                      | Melhor Atriz                                                 | I Can Speak                     | Venceu     | [ 67 ] |

### Honras de estado
| País          | Cerimônia de Premiação                       | Ano  | Honra                                          | Ref.   |
| ------------- | -------------------------------------------- | ---- | ---------------------------------------------- | ------ |
| Coreia do Sul | Prêmio de Cultura e Artes Populares Coreanas | 2012 | Ordem de Mérito Cultural de Bogwan (3ª classe) | [ 68 ] |